# Sistema de Havers
El sistema de Havers, també anomenat osteona o bé osteó, és la unitat anatòmica i funcional del teixit ossi. Està constituït per un canal de Havers, al voltant del qual s'hi agrupen lamel·les amb llacunes contenint cèl·lules òssies, ja siguin osteòcits o osteoblasts. Aquest sistema és característic de l'os compacte. L'epónim prové de l'anatomista Clopton Havers.

## Descripció
Constitueix a la capa exterior de la massa sòlida (un os compacte) dels ossos ja madurs. Aquestes unitats estructurals reben el nom d'osteones. Les osteones millor configurades són les que es troben en la diàfisi dels ossos llargs, on formen cilindres que recorren la longitud de tot l'os (de dalt a baix). Cada osteona consta de 4 a 20 lamel·les concèntriques disposades al voltant d'un grup de vasos sanguinis, albergats a l'interior d'un canal central anomenat conducte de Havers, amb el seu eix longitudinal paral·lel a l'eix longitudinal de l'os. A l'interior d'aquest conducte hi han a més a més terminacions nervioses amielíniques. Els conductes de Havers es comuniquen entre si, amb el periosti i també amb la cavitat medul·lar.

## Estructura

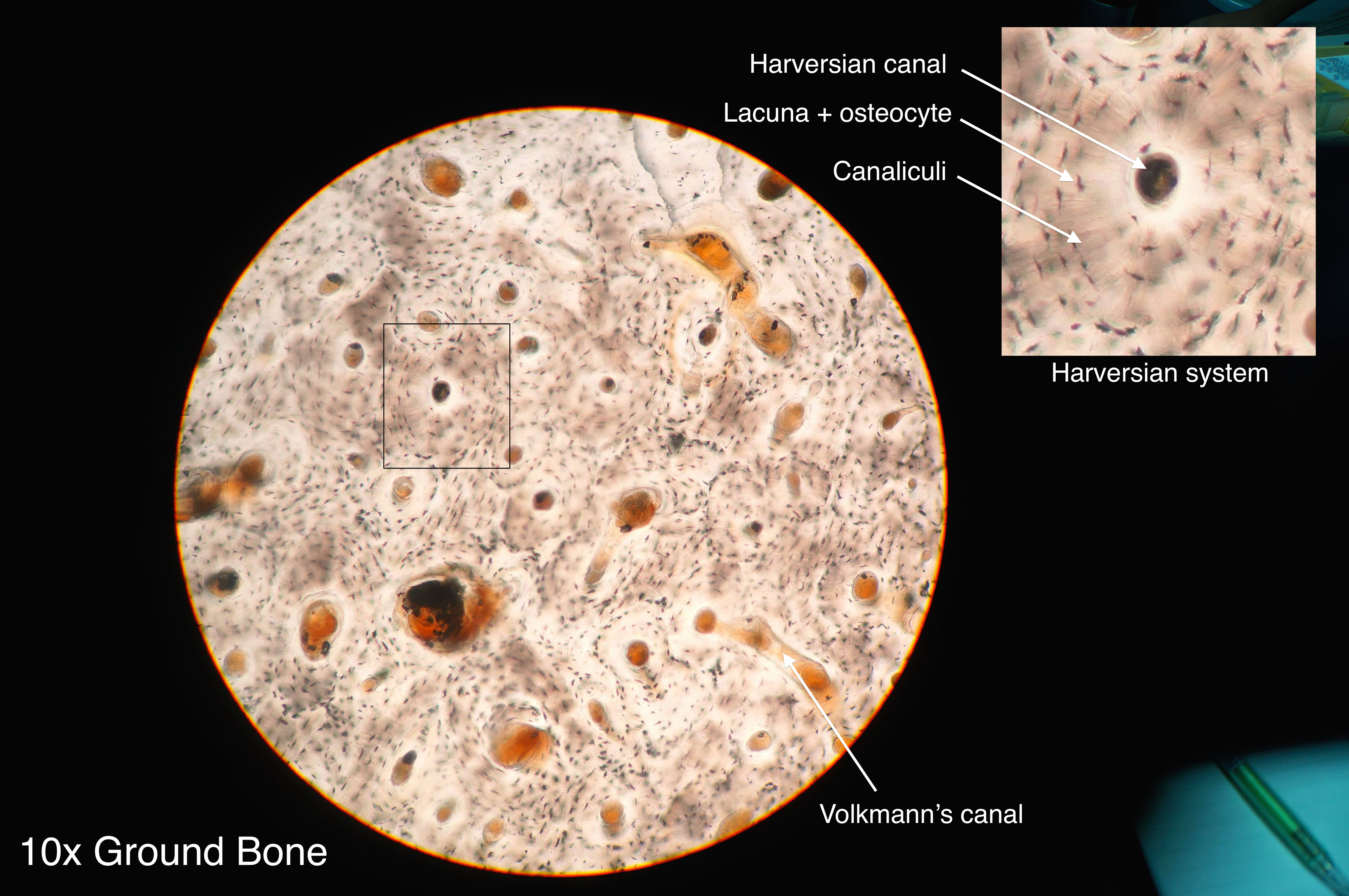
Histologia de l'os mostrant les osteones

La matriu òssia calcificada està organitzada en lamel·les i, dins de cada lamel·la hi ha fibres de col·làgen i osteòcits en llacunes disposades regularment. Les fibres de col·làgen estan molt ordenades. Tot i que cada lamel·la té les seves fibres colàgenes paral·leles entre si, la seva orientació canvia d'una lamel·la a la següent. La refringència de les lamel·les de cada osteona, observada al microscopi òptic, es deu no solament als canvis d'orientació de les fibres de col·làgen, sinó també al fet que s'alternen lamel·les molt riques en col·làgen amb altres més pobres. Al seu torn, les lamel·les estan unides entre si per fibres col·làgenes.
En el teixit ossi els nutrients no es poden difondre per la matriu calcificada perquè aquesta és totalment impermeable, així que l'accés als nutrients, procedents dels vasos sanguinis, per part de les cèl·lules ha de tenir lloc a través d'uns canalículs denominats Canalículs Calcófors, que parteixen radialment, en totes direccions, de les llacunes excavades en la matriu i que permeten que els osteòcits estiguin en contacte els uns amb els altres. Els osteòcits introdueixen pels canalículs les seves prolongacions citoplasmàtiques que contacten amb les d'osteòcits veïns. Les llacunes més properes als Conductes de Havers tenen canalículs cap a altres llacunes i al Conducte de Havers. No obstant això, aquest sistema de nutrició no pot cobrir tota l'extensió de l'os. Un osteòcit no pot viure a més de 200 μm d'un vas sanguini. D'aquí la disposició de les lamel·les al voltant dels vasos. En les llacunes més allunyades, els canalículs tornen a la mateixa llacuna, denominant-se Canalículs Recurrents.

## Conductes de Volkmann

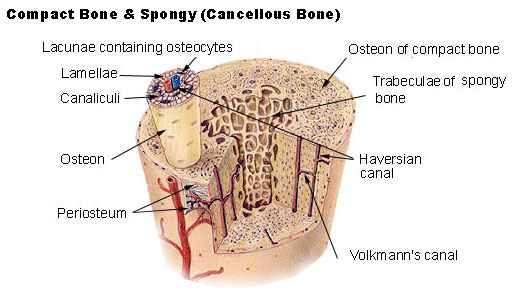
Diagrama d'un os llag mostrant la part compacte i la part esponjosa amb els conductes de Volkmann

En general, les osteones són cilindres rectes encara que presenten algunes ramificacions que s'intercomuniquen amb les osteones veïnes. Cadascuna d'aquestes ramificacions (túnels) reben el nom de Canal de Volkmann o Conducte de Volkmann, i travessen totalment les osteones posant en contacte els Conductes de Havers entre si. Aquests conductes no estan envoltats per lamel·les, penetrant els vasos del periosti i del canal medul·lar connectant-los amb les osteones. Aquests canals tenen un màxim diàmetre de 100 um a 200 um.

## Sistema de Havers i remodelació òssia
En les osteones joves, el Canal de Havers és molt més gran que en les osteones madures. Això es deu al procés de remodelació de l'os: els osteoclasts degraden la matriu òssia de les osteones madures, desapareixent així les lamel·les que després van tornant a ser sintetitzades constituint les osteones joves. Els osteòcits presents en les lamel·les destruïdes no moren sinó que passen novament a osteoblasts, que sintetitzen activament els nous components de la matriu (és com si es donés una reculada en la diferenciació).